# 哈里森鎮區 (內布拉斯加州霍爾縣)
哈里森鎮區（英語：Harrison Township）是位於美國內布拉斯加州霍爾縣的一個行政鎮區。

## 地方資料
哈里森鎮區的面積為93.63平方千米，皆為陸地。根據2020年美國人口普查的數據，當地共有人口178人，而人口密度為每平方千米1.9人。